# Kammekanism
En kammekanism är ett maskinelement som omvandlar en rörelse till en annan genom att en följare rullar eller glider mot en kam.
Kammen kan utformas och röra sig på olika sätt:
- Rotera och ha en kam vars radie varierar under varvet (kamaxel). Se vänstra figuren nedan.
- Rotera och ha en kam som varierar axiellt under varvet.
- Skjutas i sidled och ha en kamhöjd som varierar under rörelsen. Se högra figuren nedan.
- Fast spår, med en rörlig följare.

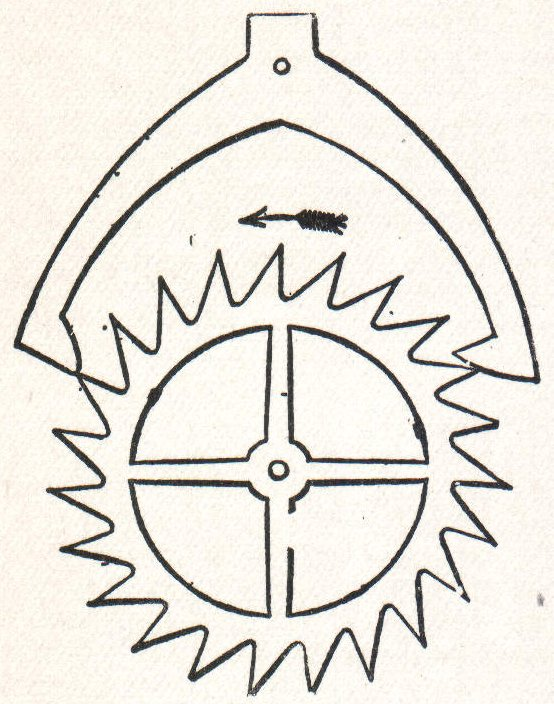
Konjungerande följare. Ankare och steghjul i en klocka

Följaren kan utformas på olika sätt:
- Rulle som rör sig fram och tillbaka när den följer kammen.
- Glidyta som följer kammen.
- Rullen eller glidytan kan vara fäst på en vipparm som ger motsvarande rörelser i andra ändan av vipparmen.
- Rullen eller glidytan kan tryckas mot kammen med en tillhållarfjäder.
- Rullen eller en tärning kan styras i en ränna på kammen.
- Konjungerande följare som har två sammanbundna följare mot två olika kammar. Till exempel ankarrörelsen i äldre klockor. Se figur.

Kammekanismer är vanliga i maskiner med många rörelser till exempel symaskiner, vävstolar och automater. De är även vanliga vid precisionsstyrning av till exempel ventiler i kolvmotorer och för enkel omvandling av motorrotation till fram- och återgående rörelse till exempel rakapparater och sticksågar.